# La Joya, Singuilucan
La Joya är en ort i Mexiko.   Den ligger i kommunen Singuilucan och delstaten Hidalgo, i den sydöstra delen av landet, 90 km nordost om huvudstaden Mexico City. La Joya ligger 2 824 meter över havet och antalet invånare är 201.
Terrängen runt La Joya är huvudsakligen lite kuperad. La Joya ligger uppe på en höjd. Runt La Joya är det ganska tätbefolkat, med 58 invånare per kvadratkilometer. Närmaste större samhälle är Pachuca de Soto, 18,7 km väster om La Joya. I omgivningarna runt La Joya växer i huvudsak blandskog.